# Hermann Schützenhöfer
Hermann Schützenhöfer, né le 29 février 1952 à Edlitz, est un homme politique autrichien membre du Parti populaire autrichien (ÖVP).

## Biographie
Il est Landeshauptmann de Styrie entre 2015 et 2022.
Au sein de la « grande coalition » qui gouverne la Styrie, l'ÖVP constitue pourtant le partenaire minoritaire. Son accession au pouvoir est due à l'engagement pris par son prédécesseur du SPÖ Franz Voves de se retirer si son parti n'obtenait pas au moins 30 % des voix aux élections régionales de 2015.